# هوغو ماير
هوغو ماير هو فلاح وسياسي ألماني، ولد في 21 يناير 1899 في Hintertiefenbach ‏ في ألمانيا، وتوفي بنفس المكان في 22 أغسطس 1968. نشط حزبياً في الاتحاد الديمقراطي المسيحي. وقد انتخب عضو في البوندستاغ الألماني خلال فترته النيابية ‏ (7 سبتمبر 1949 – 7 سبتمبر 1953).